# 2011 في البرازيل
فيما يلي قوائم الأحداث التي وقعت خلال عام 2011 في البرازيل.

## سياسة

### تعيين في المنصب
- 1 يناير – ديلما روسيف رئيس البرازيل.[1]
- 1 فبراير – إيتامار فرانكو عضو مجلس الشيوخ من البرازيل.

### انتهاء فترة المنصب
- 1 يناير – لويس إيناسيو لولا دا سيلفا رئيس البرازيل.
- 1 فبراير – مارينا سيلفا عضو مجلس الشيوخ من البرازيل.
- 2 يوليو – إيتامار فرانكو عضو مجلس الشيوخ من البرازيل.

## أحداث
- يناير 2011 فيضانات وانهيارات طينية في ريو دي جانيرو: مقتل أكثر من 900 شخص.[2]
- حادثة إطلاق نار في مدرسة ريو دي جانيرو: قُتل أحد عشر طفلاً تتراوح أعمارهم بين 12 و14 عامًا،[3] بينما أصيب 22 آخرون بجروح خطيرة بعد أن أطلق طالب سابق النار في مدرسة ابتدائية في ريو دي جانيرو، وانتحر الجاني بعد ذلك.

## رياضة
- 1 يناير – الدوري البرازيلي لكرة القدم 2011
- 27 نوفمبر – جائزة البرازيل الكبرى 2011 الفائز مارك ويبر.

## برامج ومسلسلات وأنمي
- إنشاء دينو

## موسيقى

### أغاني
من الأغاني التي صدرت هذه السنة في البرازيل:
- 21 يناير – بالادا من غناء غوستافو ليما.

## كتب
من الكتب التي صدرت هذه السنة في البرازيل:
- 1 يناير – ألف من تأليف باولو كويلو.

### فبراير
- 12 فبراير – إدسون بيسبو دوس سانتوس (مواليد 1935)

### يوليو
- 2 يوليو – إيتامار فرانكو (مواليد 1930) سياسي برازيلي.

### ديسمبر
- 4 ديسمبر – سقراط (مواليد 1954) لاعب كرة قدم برازيلي.